# Peru hadereje
Peru hadereje a szárazföldi erőkből, a légierőből és a haditengerészetből áll.

## Fegyveres erők létszáma
- Aktív: 120 000 fő
- Szolgálati idő a sorozottaknak: 24 hónap
- Tartalékos: 386 000 fő

## Szárazföldi erők
Létszám
70 000 fő
Állomány
- 1 légideszant-hadosztály
- 1 elnöki biztosító ezred
- 3 páncélos hadosztály
- 1 páncélos dandár
- 1 lovas hadosztály
- 7 gyalogos hadosztály
- 1 dzsungelhadosztály
- 4 tüzércsoport
- 1 műszaki zászlóalj
- 1 repülőosztály

Felszerelés
- 255 db harckocsi (T–54/–55)
- 110 db közepes harckocsi (AMX–13)
- 170 db felderítő harcjármű
- 280 db páncélozott szállító jármű
- 194 db tüzérségi löveg: 170 db vontatásos, 24 db önjáró
- 22 db repülőgép
- 110 db helikopter
- 100 db VT-4

## Légierő
Létszám
15 000 fő
Állomány
- 3 vadászrepülő század
- 6 közvetlen támogató század
- 1 harci helikopteres század

Felszerelés
- 116 db harci repülőgép (Mirage 5, Mirage 2000, MiG–29, Szu–22/–25)
- 8 db bombázó repülőgép (Canberra)
- 7 db felderítő repülőgép
- 70 db szállító repülőgép
- 20 db harci helikopter
- 85 db szállító helikopter

### Szárazföldi légierő
Hivatalos neve: Fuerza Aérea del Peru, FAP (magyarul Perui Légierő)

### Haditengerészeti légierő
Hivatalos neve: Fuerza Aviación Naval del Peru, FANP (magyarul Perui Haditengerészeti Légierő)

### Hadsereg légiereje
Hivatalos neve: Aviación del Ejército Peruano, AEP (magyarul Perui Hadsereg Légiereje)

## Haditengerészet
Létszám
26 000 fő
Hadihajók
- 6 db tengeralattjáró
- 1 db cirkáló
- 4 db fregatt
- 22 db vegyes feladatú hajó

Haditengerészeti légierő
- 7 db repülőgép
- 13 db helikopter

Tengerészgyalogság
- 2 dandár
- 3 önálló zászlóalj